# Anatkina assamensis
Anatkina assamensis är en insektsart som först beskrevs av William Lucas Distant 1880.  Anatkina assamensis ingår i släktet Anatkina och familjen dvärgstritar. Inga underarter finns listade i Catalogue of Life.